# Kirchfembach

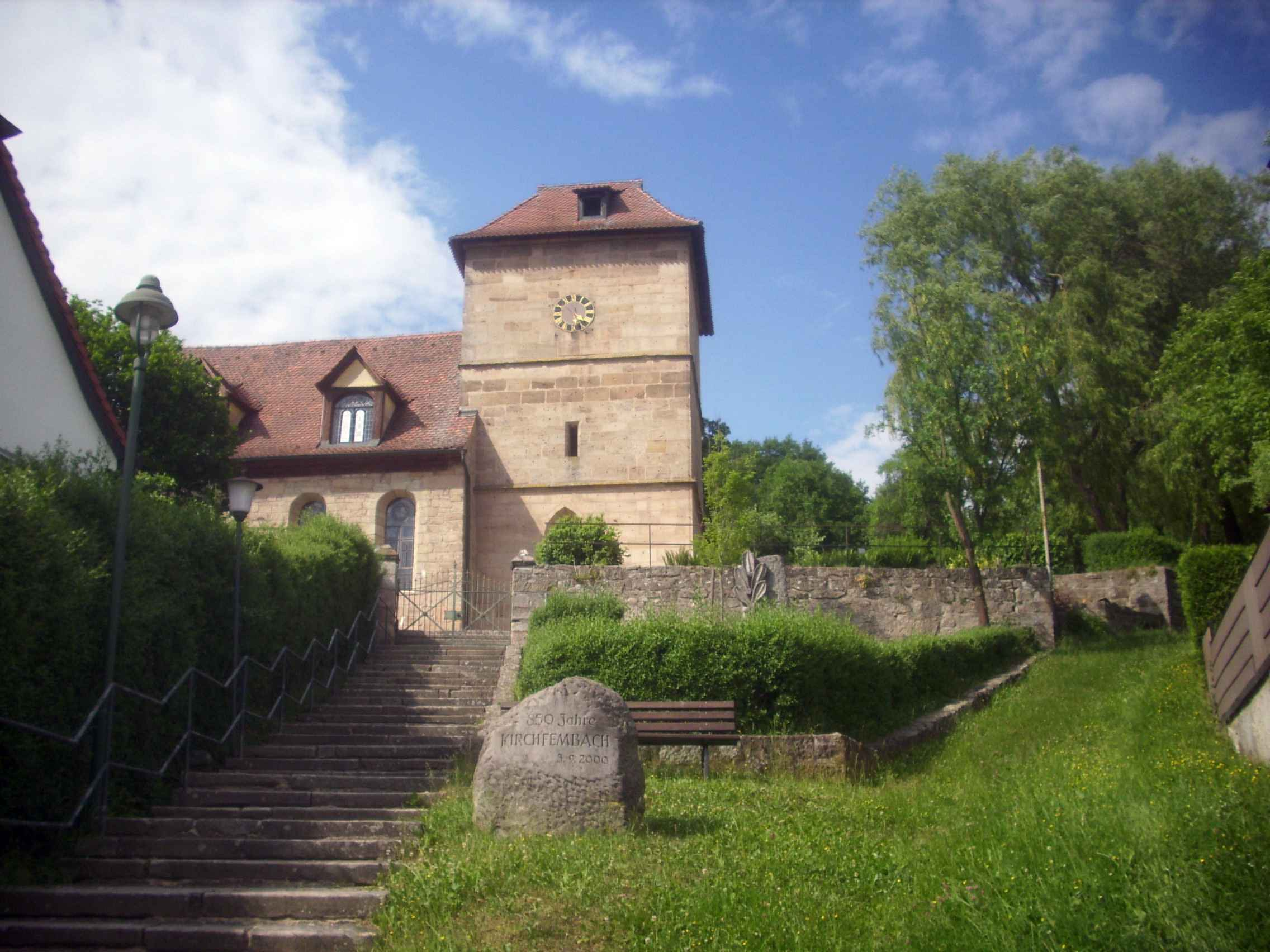
Die evangelisch-lutherische Filialkirche St. Veit

Kirchfembach ist ein Gemeindeteil der Stadt Langenzenn im Landkreis Fürth (Mittelfranken, Bayern). Die Gemarkung Kirchfembach hat eine Fläche von 4,183 km². Sie ist in 583 Flurstücke aufgeteilt, die eine durchschnittliche Fläche von 7174,12 m² haben. In ihr liegen neben dem namensgebenden Ort die Gemeindeteile Hagenmühle und Hammermühle.

## Geographie
Das Kirchdorf liegt am Fembach, einem linken Zufluss der Zenn, und am Hammerbach, der im Ort als linker Zufluss in den Fembach mündet. Im Osten grenzt das Schlagholz an, im Süden liegt das Waldgebiet Alte Lohe. Im Nordosten liegt das Bodenfeld, ca. 1 km nördlich liegt das Sandfeld. Die Kreisstraße FÜ 11/NEA 20 führt nach Langenzenn (3 km südlich) bzw. nach Pirkach (2,4 km nördlich). Eine Gemeindeverbindungsstraße führt nach Puschendorf zur Kreisstraße FÜ 7 (2 km nordöstlich) bzw. nach Oberfembach (1,8 km westlich).

## Geschichte
Kirchfembach wurde erstmals um 1150 urkundlich erwähnt, als Ekkehard de Vuenbach einen Vertrag zwischen dem Abt des Bamberger Klosters Michelsberg und dem Bischof von Würzburg bezeugte. Bereits 1158 wurde eine Kirche erwähnt, die eine Filiale von Emskirchen war. Im Lehenbuch des Hochstifts Würzburg, das im Zeitraum von 1303 bis 1317 entstand, erhielt ein Rüdiger den Zehnten in „Vendebach“ zu Lehen. Den Novalzehnt erhielt Burkhard von Vendebach. Daneben waren Nürnberger Bürger im Ort begütert. Am 25. Juni 1343 erhielt Traudel Goppolt von Berthold von Fendbach ein Gut. Im Urbar der Burggrafschaft Nürnberg des Jahres 1361/64 wurde „Kirchuendenbach“ als dem burggräflichen Amt Langenzenn zugehörig beschrieben. Das Kloster Heilsbronn erhielt 1488, 1494 und 1501 von Ludwig von Eyb dessen Gefälle in Kirchfembach. Zur Zeit der Reformation gehörte die Pfarrei Kirchfembach zu Emskirchen und machte diesbezüglich 1529 deren Entwicklung mit. Nach Verwüstungen während des Dreißigjährigen Krieges waren 1648 von vorher 24 Herdstätten nur noch sieben Höfe bewohnt.
Gegen Ende des 18. Jahrhunderts gab es in Kirchfembach 20 Anwesen. Das Hochgericht übte das brandenburg-bayreuthischen Fraischvogteiamt Emskirchen-Hagenbüchach aus. Die Dorf- und Gemeindeherrschaft hatte das Landesalmosenamt der Reichsstadt Nürnberg, was vom Vogtamt Hagenbüchach bestritten wurde. Grundherren waren Fürstentum Bayreuth: Klosteramt Münchaurach (1 Wirtshaus, 1 Mühle, 1 Hammermühle, 1 Gütlein, 1 Haus), Kastenamt Dietenhofen (2 Halbhöfe) und die Reichsstadt Nürnberg: Landesalmosenamt (4 Höfe, 1 Höflein, 4 Gütlein, 3 Häuslein), Spitalamt Hl. Geist (1 Halbhof).
Von 1797 bis 1810 unterstand der Ort dem Justizamt Markt Erlbach und Kammeramt Emskirchen. 1810 kam Kirchfembach an das Königreich Bayern. Im Rahmen des Gemeindeedikts wurde es 1811 dem Steuerdistrikt Hagenbüchach zugeordnet. 1813 entstand die Ruralgemeinde Kirchfembach, zu der Hagenmühle, Hammermühle und Pirkach gehörten. Sie war in Verwaltung und Gerichtsbarkeit dem Landgericht Markt Erlbach und in der Finanzverwaltung dem Rentamt Neustadt an der Aisch. Mit dem Zweiten Gemeindeedikt (1818) wurden zwei Ruralgemeinden gebildet:
- Ruralgemeinde Kirchfembach mit Hagenmühle und Hammermühle,
- Ruralgemeinde Pirkach.

Zugleich wurde Oberfembach von Hagenbüchach nach Kirchfembach umgemeindet, was aber bereits am 9. November 1824 wieder rückgängig gemacht wurde. Ab 1862 gehörte Kirchfembach zum Bezirksamt Neustadt an der Aisch (1939 in Landkreis Neustadt an der Aisch umbenannt) und ab 1856 zum Rentamt Markt Erlbach (1919 in Finanzamt Markt Erlbach umbenannt, 1929–1972: Finanzamt Neustadt an der Aisch, seit 1972: Finanzamt Fürth). Die Gerichtsbarkeit blieb beim Landgericht Markt Erlbach (1879 in Amtsgericht Markt Erlbach umbenannt), seit 1959 ist das Amtsgericht Fürth zuständig. Die Gemeinde hatte 1964 eine Gebietsfläche von 4,187 km².
Am 1. Januar 1972 wurde Kirchfembach im Zuge der Gebietsreform in Bayern nach Langenzenn eingegliedert.

### Baudenkmäler
In Kirchfembach gibt es zwei Baudenkmäler:
- Höllenberg 1: Evang.-luth. Filialkirche St. Veit
- Kirchfembacher Str. 18 (= Haus Nr. 6): Ehemaliges Forsthaus

ehemalige Baudenkmäler
- Haus Nr. 4: Eingeschossiges Wohnstallhaus, 1831. Erdgeschoss verputzt, steiler konstruktiver Fachwerkgiebel zu drei Geschossen, teilweise stichbogige Fenster. Profiliertes Holztraufgesims. Im Sturz der Haustür „18 L[eonhard] L[ey]K[auf] 31“.[17]
- Haus Nr. 19: Eingeschossiges Wohnstallhaus, Stall abgebrochen. Erdgeschoss in Ziegel, 1921 ausgewechselt, zweigeschossiger Fachwerkgiebel mit Andreaskreuzen in den Brüstungen. Im zweiten Dachgeschoss profilierter Fußbalken und stichbogige Luke 17./18. Jahrhundert.[17]

### Bodendenkmäler
In der Gemarkung Kirchfembach gibt es ein Bodendenkmal.

### Einwohnerentwicklung
Gemeinde Kirchfembach
| Jahr      | 1818   | 1840   | 1852   | 1855   | 1861   | 1867   | 1871   | 1875   | 1880   | 1885   | 1890   | 1895   | 1900   | 1905   | 1910   | 1919   | 1925   | 1933   | 1939   | 1946   | 1950   | 1952   | 1961  | 1970   |
| Einwohner | 311    | 239    | 228    | 231    | 225    | 213    | 231    | 207    | 208    | 186    | 172    | 189    | 184    | 189    | 200    | 191    | 181    | 170    | 151    | 207    | 238    | 237    | 250   | 280    |
| Häuser    | 45     | 23     |        |        |        |        | 38     |        |        | 36     | 35     |        | 32     |        |        |        | 33     |        |        |        | 34     |        | 44    |        |
| Quelle    | [ 19 ] | [ 20 ] | [ 21 ] | [ 21 ] | [ 22 ] | [ 23 ] | [ 24 ] | [ 25 ] | [ 26 ] | [ 27 ] | [ 28 ] | [ 21 ] | [ 29 ] | [ 21 ] | [ 30 ] | [ 21 ] | [ 31 ] | [ 21 ] | [ 21 ] | [ 21 ] | [ 32 ] | [ 21 ] | [ 1 ] | [ 33 ] |

Ort Kirchfembach
| Jahr      | 001818 | 001840 | 001861 | 001871 | 001885 | 001900 | 001925 | 001950 | 001961 | 001970 | 001987 | 002019 |
| Einwohner | 203    | 220    | 209    | 218    | 172    | 169    | 170    | 225    | 234    | 265    | *310   | *336   |
| Häuser    | 28     | 20     |        |        | 34     | 30     | 31     | 32     | 42     |        | *81    |        |
| Quelle    | [ 19 ] | [ 20 ] | [ 22 ] | [ 24 ] | [ 27 ] | [ 29 ] | [ 31 ] | [ 32 ] | [ 1 ]  | [ 33 ] | [ 34 ] | [ 2 ]  |

## Religion
Der Ort ist seit der Reformation evangelisch-lutherisch geprägt und bis heute nach St. Kilian (Hagenbüchach) gepfarrt. Die Einwohner römisch-katholischer Konfession waren ursprünglich nach St. Michael (Wilhermsdorf) gepfarrt, heute ist die Pfarrei St. Marien (Langenzenn) zuständig.

## Messstationen
In Kirchfembach befindet sich eine von rund 1800 Messstellen des Radioaktivitätsmessnetzes des Bundesamts für Strahlenschutz (BfS). Die Messstation misst die Gamma-Ortsdosisleistung (ODL) am Messort und sendet die Daten an die Zentrale des Messnetzes. Die über 24 Stunden gemittelten Daten können im Internet abgerufen werden.